# Op art
Qui un'espozione del 1977 a Aix-en-Provence e a Marsiglia nel 1971 (ultima foto).
L'optical art, nota anche come Op art, è un movimento di arte astratta nato intorno agli anni sessanta e sviluppatosi poi negli anni settanta del Novecento.

## Caratteristiche
In essa si vogliono provocare principalmente le illusioni ottiche, tipicamente di movimento, attraverso l'accostamento opportuno di particolari soggetti astratti o sfruttando il colore.

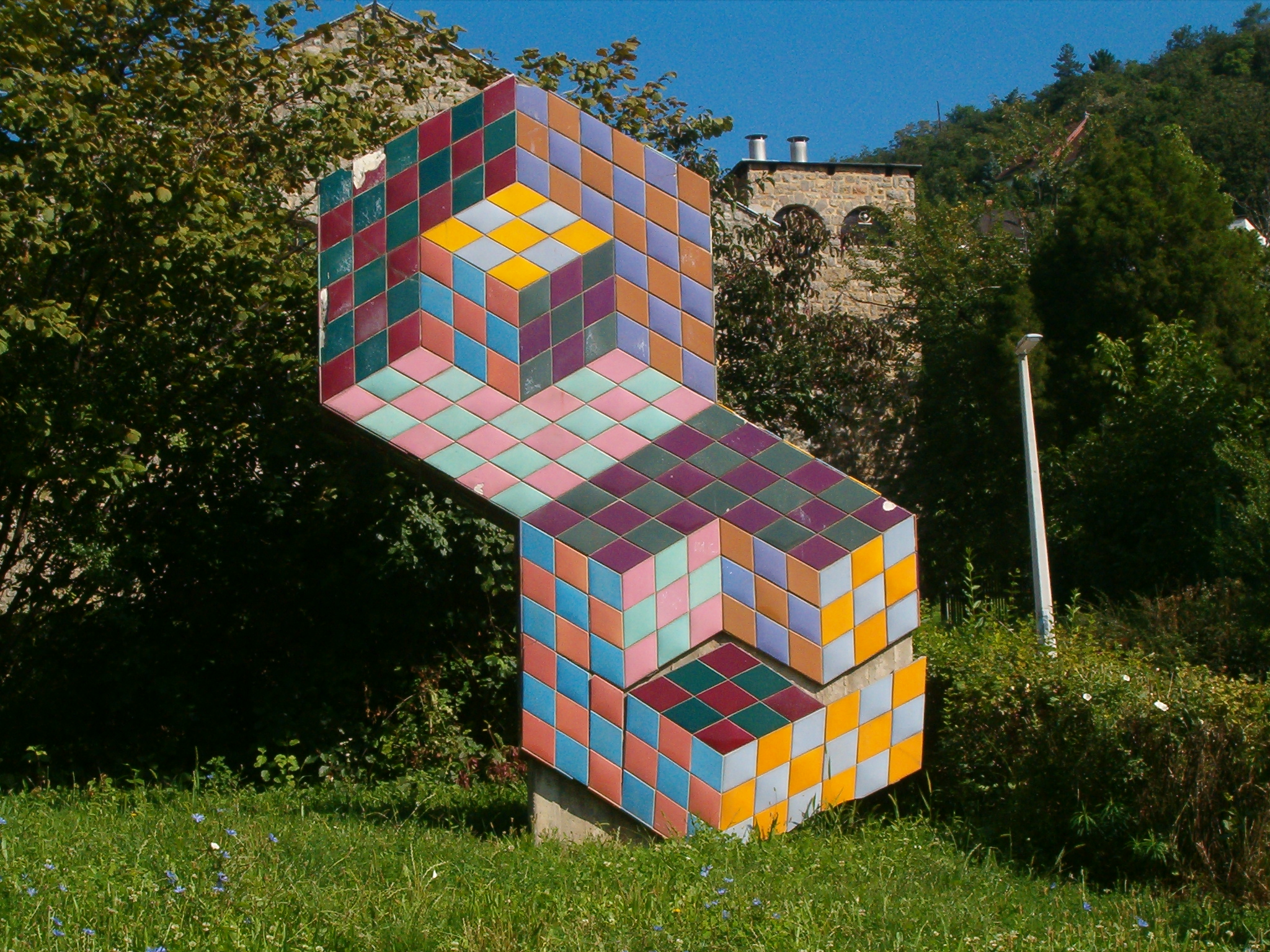
Un'opera di Victor Vasarely a Pécs, in Ungheria

Si tratta di una corrente artistica che viene spesso inclusa nel più grande movimento dell'arte cinetica, della quale approfondisce l'esame dell'illusione bidimensionale.
È un'arte essenzialmente grafica, basata su una rigorosa definizione del metodo operativo.
Gli artisti vogliono ottenere, attraverso linee collocate in griglie modulari e strutturali diverse, effetti che inducono uno stato di instabilità percettiva. In tal modo, essi stimolano il coinvolgimento dell'osservatore. La op art riprende ancora una volta la ricerca del Bauhaus, di De Stijl, quella concretezza e quella cinetica del Futurismo, dando risalto ai puri valori visivi.
I primi esperimenti cinetici furono realizzati dagli artisti Richard Anuszkiewicz, Bridget Riley, Julio Le Parc e Victor Vasarely, nelle cui composizioni l'effetto ottico è fortissimo.

## The Responsive Eye
The Responsive Eye fu un'esposizione artistica tenutasi tra febbraio e aprile del 1965 al MoMa di New York. È considerata una delle esibizioni simbolo della corrente artistica Op Art.
Gli ambienti dell'esposizione furono creati con l'intento di sbalordire lo spettatore, esaltando effetti di illusioni ottiche delle suddette opere. L'esposizione comprese lavori di Victor Vasarely e Josef Albers, e gruppi come il Gruppo N (1960-1966) o l'Equipo 57 (1957-1962).